# میشل بروسو
میشل بروسو (فرانسوی: Michel Brusseaux‎؛ ۱۹ مارس ۱۹۱۳ – ۲۸ فوریه ۱۹۸۶) بازیکن و مربی فوتبال اهل فرانسه بود.
از باشگاه‌هایی که در آن بازی کرده‌است می‌توان به باشگاه فوتبال سن-اتین و باشگاه فوتبال نیس اشاره کرد.
وی همچنین در تیم ملی فوتبال فرانسه بازی کرده‌است.